# Fecske Csaba
Fecske Csaba (Szögliget, 1948. március 10. – 2025. február 28.) József Attila-díjas (2008) magyar költő, publicista.

## Életpályája
Szülei: Fecske Lajos és Rencsisofszki Ilona. 1962 óta Miskolcon élt. 1966–1990 között a Kohászati Gyárépítő Vállalatnál olvasztár, diszpécser, technikus, szállításvezető, műszaki ellenőr volt. 1968 óta publikált rendszeresen. 1991 óta rokkantnyugdíjas. Az Észak-Magyarország publicistája.

## Magánélete
1973-ban feleségül vette Serfőző Máriát. Két gyerekük született; Hajnalka (1973), Zoltán (1974). Született négy unokája: Fecske Lilla (1998), Földvári Ákos (1997), Földvári Szabolcs (2000), Fecske Zoltán (2007).

## Művei
- Arcok holdudvara (versek, 1978)
- Se füle se farka (gyermekversek, Koltai Évával, 1980)
- Vakfolt (versek, 1987)
- Holdfényben (versek, 1992)
- Tücsökmesék (mesék, 1993)
- Valami üzenet (versek, 1994)
- Hol voltam (gyermekversek, 1996)
- Majd máshol (versek, 1998)
- Kószál "lélekcsóválva" (Fecske Csaba 50 éves) (1998)
- A kiskondás (mesék, 1999)
- Halpénzen vett világ (gyermekversek, 2000)
- Ami lehetne még (versek, 2001)
- Jelölni tűntömet (versek, 2002)
- Szárnyak, gyökerek (interjú, napló, versek, 2003)
- Ami marad (Írások Fecske Csabától és Fecske Csabáról) (2003)
- Aligai galiba (gyermekversek, 2003)
- Csalapinta villanytörpék (mesék, 2004)
- Első életem (versek, 2006)
- Kamasz város dicséreti (poéma, 2007)
- Fricskamaxi – Mosolypróba (humoros írások, 2007)
- Visszalopott idő (versek, 2008)
- Tolvaj szél (gyerekversek, 2008)
- Akinek arcát viselem (2009)
- A hús pogány éneke. Erotikus versek; Felsőmagyarország Miskolc, 2011
- Állatok a falun (lapozó); Aksjomat, Miskolc, 2011 (Kedvenceink)
- Állatok a háznál (lapozó); Aksjomat, Miskolc, 2011 (Kedvenceink)
- Kis állatok (lapozó); Aksjomat, Miskolc, 2011 (Kedvenceink)
- Erdőben (lapozó); Aksjomat, Miskolc, 2011 (Kedvenc állatok)
- Tanyán (lapozó); Aksjomat, Miskolc, 2012 (Kedvenc állatok)
- Vadonban (lapozó); Aksjomat, Miskolc, 2012 (Kedvenc állatok)
- Árnyas kertben (lapozó); Felsőmagyarország, Miskolc, 2013
- Állatok kicsinyei (lapozó); Aksjomat, Miskolc, 2014
- Állatok otthon (lapozó); Aksjomat, Miskolc, 2014
- A sivatag hajója; Hungarovox, Budapest, 2014
- Kelekótya király. Verses mesék; Kráter, Pomáz, 2015 (Mesepolc)
- Szárnyaim nőnének; Széphalom Könyvműhely, Budapest, 2016
- Kiűzetés. Válogatott és új versek; Magyar Napló, Budapest, 2018
- Nehéz világgá menni; Magyar Napló–Írott Szó Alapítvány, Budapest, 2018
- Mindigpalacsinta; Orpheusz, Budapest, 2019
- Erdőben; Aksjomat, Miskolc, 2019
- Állatok a vadonban; Aksjomat, Miskolc, 2019
- Járművek gyerekeknek. 1-3. rész; Aksjomat kiadó, Miskolc, 2019
- Árnyűző élet; Magyar–Napló Írott Szó Alapítvány, Budapest, 2020
- Otthon; Aksjomat, Miskolc, 2019
- Állat-tár; Hungarovox, Budapest, 2023
- Hiteles nyomat. Fecske Csaba legszebb versei; Concord Media Jelen, Arad, 2023 (Irodalmi jelen könyvek)
- Őszi napozás. Versek; Magyar Napló, Budapest, 2024

## Díjai
- 1976 – Nívó-díj Miskolc
- 1989 – Szabó Lőrinc irodalmi díj
- 1994 – Szabó Lőrinc irodalmi díj
- 2003 – Alkotói-díj
- 2006 – Pro Literatura díj
- 2008 – József Attila-díj
- 2019 – Pro Urbe Miskolc
- 2021 – Utassy József-díj
- 2023 – Illyés Gyula-díj